# Writers Guild of America-staking van 2023
De staking van de Writers Guild of America in 2023 was een aanhoudend arbeidsconflict tussen de Writers Guild of America (WGA) − die 11.500 schrijvers vertegenwoordigde − en de Alliance of Motion Picture and Television Producers (AMPTP). De staking begon op 2 mei 2023 om 12:01 PDT.
De staking is de grootste onderbreking van de Amerikaanse televisie- en filmproductie sinds de coronapandemie in 2020, en de grootste arbeidsonderbreking die de WGA is ondergaan sinds de staking van 2007-2008.
Op 14 juli sloot SAG-AFTRA, de Amerikaanse vakbond voor film- en televisieacteurs, radiopersoonlijkheden en andere mediaprofessionals, zich aan bij de staking. 160.000 leden legden hun werk neer. Het was van 1960 geleden dat de acteurs- en scenaristenvakbonden samen staakten.
De staking eindigde na vijf maanden op 27 september 2023 na een akkoord met de Alliance of Motion Picture and Television Producers.

## Aanleiding
Een van de belangrijkste aandachtspunt in het arbeidsconflict zijn de naburige rechten van streaming media; de WGA beweert dat het aandeel van AMPTP in dergelijke betalingen zijn een groot deel van het gemiddelde inkomen van de schrijvers heeft verlaagd in vergelijking met tien jaar geleden. Schrijvers wilden ook dat kunstmatige intelligentie zoals ChatGPT alleen zou worden gebruikt als een hulp programma dat kan helpen bij onderzoek of scriptideeën kan vereenvoudigen, en niet als een manier om de schrijvers te vervangen.

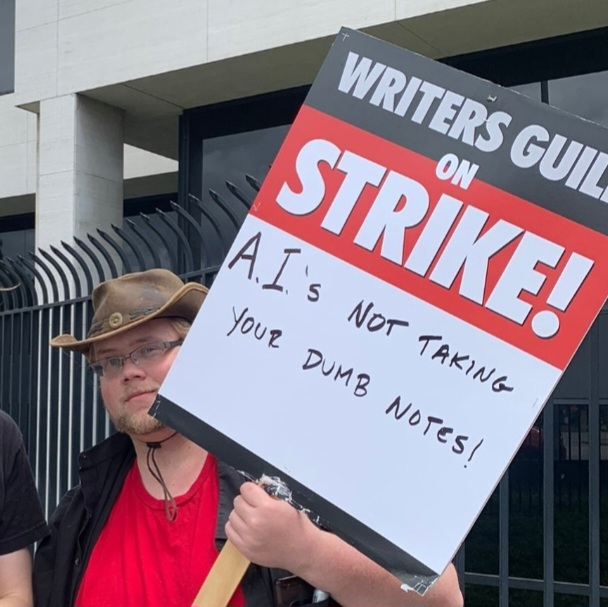
Een piketer in Universal City (Californië) draagt een bord waarop hij de spot drijft met voorstellen van filmstudio's om schrijvers te vervangen door generatieve AI.

Op 2 mei 2020 werd de nieuwste Minimum Basic Agreement (MBA) de collectieve arbeidsovereenkomst die van toepassing is op het meeste werk van WGA-schrijvers. De Minimum Basisovereenkomst was een overeenkomst die een minimumloon vaststelde voor televisie- en filmschrijvers. Bij televisie gold de Minimum Basisovereenkomst alleen voor degenen die schreven voor uitgezonden televisieprogrammas, en niet voor streaming. Dit was goed te zien bij het vergelijken van late-night talkshows die werden geproduceerd voor televisie, zoals The Late Show met Stephen Colbert door CBS, invergelijking met "The Problem with Jon Stewart" geproduceerd voor streaming door Apple TV+. De schrijvers die voor "The Problem with Jon Stewart" werkten, vielen niet onder de MBA en moesten daarom individueel met het streamingbedrijf onderhandelen over hun compensatie, en als gevolg daarvan kregen ze minder betaald dan schrijvers die voor The Late Show schreven, terwijl ze hetzelfde werk deden. Dit patroon hield stand met andere shows in de twee categorieën. De MBA liep 1 mei 2023 af.
De WGA schatte dat haar voorstellen schrijvers ongeveer $429 miljoen per jaar zouden opleveren, terwijl het bod van AMPTP $86 miljoen zou opleveren.
Een omstreden kwestie is dat de Guild eisen wil stellen voor "verplichte personeelsbezetting" en "duur van het dienstverband" om aan hun contract toe te voegen, wat zou vereisen dat alle shows worden bemand met een minimum aantal schrijvers voor een minimale tijd, "of benodigt of niet" volgens de AMPTP.
Een ander belangrijk voorstel waar de WGA voor pleit, is ervoor te zorgen dat elk lid van een schrijfteam een eigen pensioen en een eigen ziekenfonds krijgt. De AMPTP verwierp dit voorstel en deed geen tegenvoorstel. Tegelijkertijd was er een voorlopige overeenkomst tussen de WGA en AMPTP om 0,5% van de onderhandelde minima voor alle WGA-minima te verschuiven naar pensioenen en ziektekostenfondsen.

## Onderhandelingen en stakingsactiviteiten

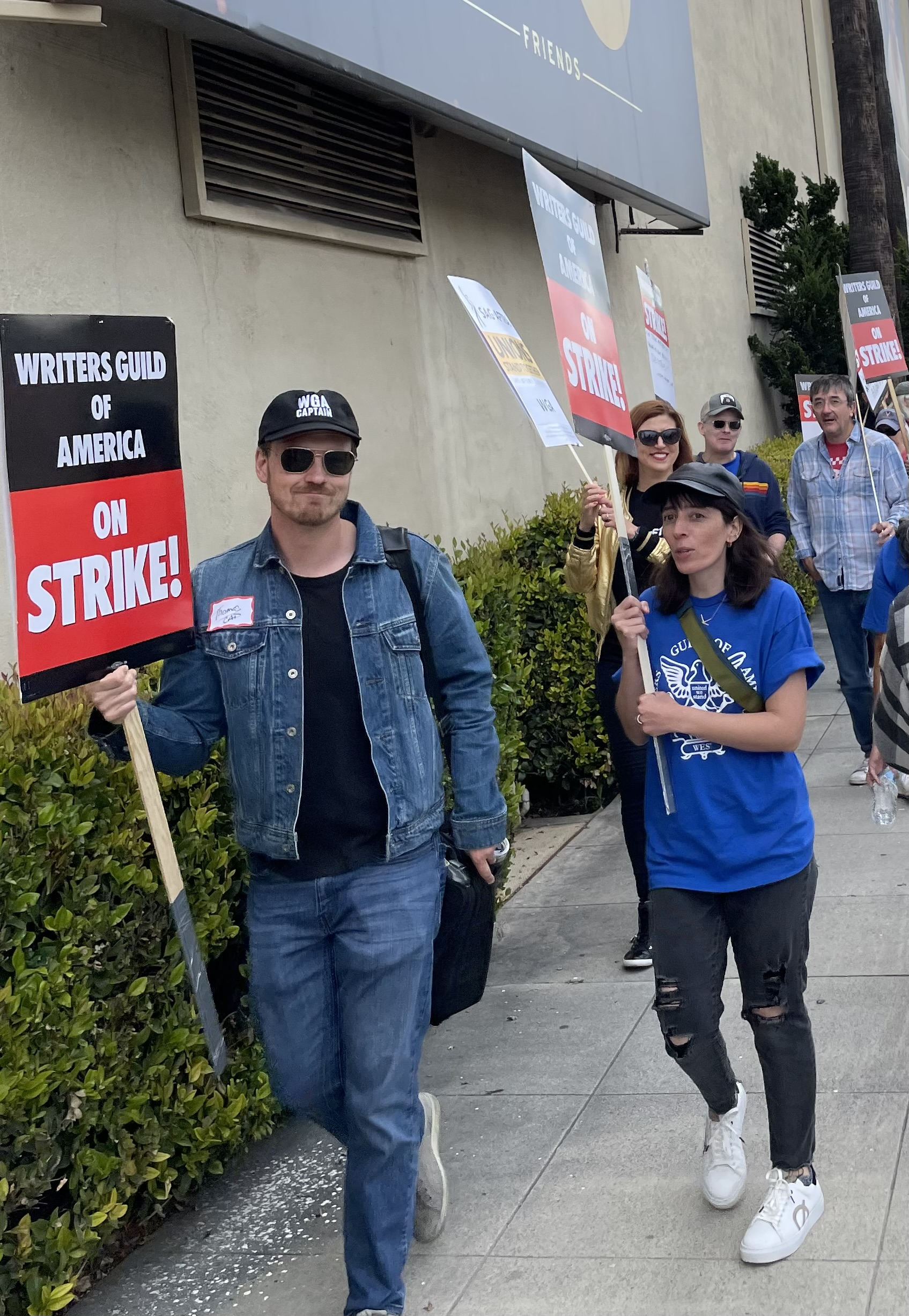
Een stakingsleider leidt WGA-stakers buiten Warner Bros. Studio's.

Op 18 april 2023 stemde 97,85% van de leden van de Writers Guild of America (WGA) voor staking als ze er niet in slaagden een bevredigend akkoord te bereiken met de Alliance of Motion Picture and Television Producers (AMPTP), die de belangrijkste filmproducent en televisiestudio's in Hollywood vertegenwoordigt, voor 1 mei 2023. De AMPTP voerde langdurige onderhandelingen met de WGA namens Amazon Studios (evenals MGM Holdings ), Apple Studios, Lionsgate, NBCUniversal, Netflix, Paramount Global, Sony Pictures, the Walt Disney Company en Warner Bros. Discovery (WBD), maar slaagde er niet in een deal te bereiken voor de opgelegde deadline. Als gevolg hiervan keurden de leiders van de Writers Guild of America, West (WGAW) en Writers Guild of America, East (WGAE) unaniem een staking goed op de vooravond van 2 mei, de eerste in zijn soort sinds de staking van 2007-2008 vijftien jaar ervoor.
The Hollywood Reporter meldde dat de WGA tijdens de staking enkele toekomstige regels voor schrijvers had opgesteld. The Writers Guild verklaarde dat "schrijvers niet kunnen schrijven, reviseren, pitchen of toekomstige projecten bespreken met bedrijven die lid zijn van de AMPTP." Als schrijvers dergelijk werk doen, zullen ze worden gestraft zoals boetes of royeering uit de gilde.
The Writers Guild verklaarde ook dat fictiepodcasts die worden geproduceerd door bedrijven waartegen de Guild en haar leden staken, de productie moesten stopzetten. The Guild zei dat ze hoopten dat schrijvers van animatieseries die niet onder de Writers Guild maar wel onder Animation Guild vallen, advies zouden inwinnen bij de Writers Guild over de vraag of hun werk als schrijver al dan niet in strijd is met de activiteiten van de staking en, zo ja, om dergelijke werkzaamheden voor de duur van de staking te staken. The Guild merkte op dat hoewel ze niet-Guild-schrijvers die schrijven voor bedrijven waartegen de vakbond staakt niet kunnen straffen, beloven ze dergelijke schrijvers uit te sluiten van toekomstig Guild-lidmaatschap.
De WGA droeg de leden op om op 2 mei 2023 om 13:00 PDT te beginnen met protesteren. Op 3 mei 2023 waren de piketuren uitgebreid tot twee ploegen van vier uur: een vroege dienst vanaf 9:00 uur tot 01:00 uur en een middagdienst van 13:00 tot 17:00 uur. Sommige plaatsen die de WGA heeft gepikt, zijn onder meer AMC Networks, Amazon / Culver Studios, MGM, CBS Radford, CBS Television City, Disney, 20th Century Studios, Lionsgate, Starz, Netflix, Paramount, MTV, Sony, Universal, Warner Bros. (inclusief de Burbank- divisie), 30 Rock/NBCUniversal, Broadway Stages, HBO, Silvercup Studios, Steiner Studios, Warner Bros. Discovery en Warner Bros. Discovery Upfront[sic].
Tijdens de staking instrueerde de WGA schrijvers die door de staking in financiële problemen kwamen om zich aan te melden bij het Entertainment Community Fund. Het Entertainment Community Fund helpt mensen in de entertainmentindustrie met financiële problemen bij het vinden van betaalbare huisvesting en het behouden van dekking voor gezondheidszorg en seniorenzorg. Op 10 mei 2023 werd gemeld dat schrijvers $1,7 miljoen hadden toegezegd aan het Entertainment Community Fund. Onder de prominente donateurs waren showrunners en producers JJ Abrams, Greg Berlanti, Adam McKay, Ryan Murphy, Shonda Rhimes, Michael Schur en John Wells.

## WGA overlegcomité
De WGA maakte in november 2022 de leden van haar onderhandelingscomité bekend, met David Young als hoofdonderhandelaar. In februari 2023 werd Ellen Stutzman de hoofdonderhandelaar voor WGA.
- John August
- Angelina Burnett
- Kay Cannon
- Yahlin Chang
- Robb Chavis
- Adam Conover
- Travis Donnelly
- Ashley Gable
- David A. Goodman
- Hallie Haglund
- Eric Haywood
- Eric Heisserer
- Greg Iwinski
- Chris Keyser
- Luvh Rakhe
- Erica Saleh
- Danielle Sanchez-Witzel
- James Schamus
- Tom Schulman
- Michael Schur
- David Shore
- David Simon
- Patric Verrone
- Nicole Yorkin

## Producties aangetast
Veel films, televisieprogramma's en podcasts zijn getroffen door de staking; sommigen zijn gedwongen de productie voort te zetten zonder schrijvers, terwijl anderen volledig zijn stilgelegd. De projecten die er geen last van hebben, waren al geschreven vóór 2 mei, hebben eigenlijk geen script of zijn afhankelijk van personeel dat niet bij de vakbond hoort.
Toch zijn andere projecten met voltooide scripts uitgesteld of geannuleerd vanwege het gebruik van piketlijnen door de vakbond om die producties te verstoren.

## Reactie

### Lijst met acteurs die staken
- Pamela Adlon[31]
- Utkarsh Ambudkar[32]
- Fred Armisen[33]
- Curtis Armstrong[33]
- Diedrich Bader[34]
- Ike Barinholtz[35]
- Justine Bateman[35]
- Eric Bauza[36]
- Rachel Bloom[37]
- Alex Borstein[38]
- Quinta Brunson[31]
- Aidy Bryant[35]
- LeVar Burton[39]
- Mica Burton[39]
- Angelique Cabral[33]
- Jaime Camil[33]
- Emayatzy Corinealdi[33]
- Jon Cryer[40]
- Brittany Curran[41]
- Jon Daly[33]
- Pete Davidson[42]
- Tim DeKay[33]
- Jonathan Del Arco[39]
- Nina Dobrev[43]
- Fran Drescher[44]
- Colton Dunn[45]
- America Ferrera[33]
- Tina Fey[46]
- Nathan Fillion[42]
- Frances Fisher[33]
- Dave Foley[47]
- Courtney Ford[33]
- Melissa Fumero[48]
- Gina Gershon[49]
- Ilana Glazer[33]
- Beth Grant[50]
- Clark Gregg[33]
- Todd Grinnell[33]
- Sammi Hanratty[51]
- Mariska Hargitay[42]
- Aisha Hinds[33]
- Steve Higgins[33]
- Alex Hirsch[52]
- Edwin Hodge[33]
- Brendan Hunt[53]
- Gillian Jacobs[35]
- Nick Kroll[33]
- Kerri Kenney-Silver[54]
- Zoe Lister-Jones[55]
- Angela Kinsey[56]
- Maurice LaMarche[57]
- John Owen Lowe[35]
- Rob Lowe[35]
- Natasha Lyonne[35]
- Seth MacFarlane[58]
- Joel McHale[42]
- Benjamin McKenzie[42]
- Constance Marie[59]
- Tatiana Maslany[42]
- Breckin Meyer[42]
- Alyssa Milano[33]
- Lara Jill Miller[60]
- Dermot Mulroney[38]
- Cynthia Nixon[31]
- Oscar Nunez[33]
- Ryan O'Nan[33]
- Bob Odenkirk[61]
- Ana Ortiz[62]
- Patton Oswalt[63]
- Mandy Patinkin[61]
- Kal Penn[33]
- Busy Philipps[33]
- Chris Pine[42]
- Mishel Prada[33]
- Carrie Preston[64]
- Sara Ramirez[65]
- Michael Rapaport[33]
- Diona Reasonover[66]
- Sebastian Roché[33]
- Gladys Rodriguez[33]
- Brandon Routh[33]
- Amber Ruffin[33]
- Jeri Ryan[39]
- Meredith Salenger[67]
- Andy Samberg[48]
- Kendrick Sampson[33]
- Tanya Saracho[33]
- Susan Sarandon[68]
- Kristen Schaal[69]
- Ben Schwartz[33]
- Adam Scott[33]
- Gabourey Sidibe[33]
- Timothy Simons[38]
- Jesse Lee Soffer[33]
- Rich Sommer[33]
- Todd Stashwick[39]
- Jason Sudeikis[53]
- Wanda Sykes[33]
- Jacob Tobia[33]
- Allison Tolman[70]
- Kerry Washington[42]
- Jill Whelan[71]
- Alex Winter[38]
- Bowen Yang[31]

### Lijst van acteurs die hun steun betuigen aan de staking
- Dee Bradley Baker[72]
- Drew Barrymore[73]
- Jessica Biel[74]
- John Ross Bowie[75]
- Yvette Nicole Brown[76]
- Zach Cherry[76]
- Stephen Colbert[77]
- Jennifer Coolidge[78]
- James Cromwell[79]
- Vin Diesel[80]
- John DiMaggio[81]
- Snoop Dogg[82]
- Edie Falco[76]
- Jimmy Fallon[76]
- Juliette Goglia[83]
- Mark Hamill[76]
- Brian Tyree Henry[76]
- Scarlett Johansson[84]
- Mindy Kaling[76]
- Eric Allan Kramer[85]
- John Leguizamo[76]
- Jay Leno[76]
- Desi Lydic[86]
- Melanie Lynskey[76]
- Rachael MacFarlane[87]
- Justina Machado[88]
- Seth Meyers[76][89]
- Eugene Mirman[90]
- Anson Mount[91]
- John Mulaney[92]
- Melissa O'Neil[93]
- Elizabeth Olsen[76]
- Pedro Pascal[94]
- Sean Penn[95]
- Natalie Portman[96]
- Chris Pratt[97]
- Sheryl Lee Ralph[98]
- Leah Remini[99]
- Boots Riley[76]
- Diana-Maria Riva[100]
- Amanda Seyfried[76]
- Jeremy Strong[101]
- Lisa Ann Walter[76]
- Olivia Wilde[76]
- Henry Winkler[102]

### Politici
- Konstantine Anthony[103]

### Andere vakbonden
In een verklaring van 18 april 2023 vertelde de voorzitter van de Directors Guild of America (DGA), Lesli Linka Glatter, de leden van de Guild dat de vakbond niets kon doen om leden te dwingen weer aan het werk te gaan als er een WGA-staking zou plaatsvinden. Ze merkte echter ook op dat als DGA-leden hun "door DGA gedekte diensten" niet uitvoerden, ze vervangen kunnen worden of aangeklaagd voor contractbreucklaims door hun werkgevers.
Voorafgaand aan de staking vaardigde de International Brotherhood of Teamsters Local 399 een advies uit waarin Teamsters-leden werden opgedragen niet te staken, maar hen te informeren dat ze worden beschermd door het Teamsters-contract als ze weigeren de piketlijnen te overschrijden. Tijdens een WGA-bijeenkomst op 3 mei 2023 zei Lindsay Dougherty, de leider van Teamsters Local 399, dat hoewel de Teamsters niet in solidariteit konden staken vanwege een contract dat loopt tot 2024, bevestigde ze dat Local 399 geen de piketlijnen zou overschrijden. zeggend: "Elke vrachtwagen waar we kennis van hebben, is niet overgestoken."
Op 2 mei 2023 legde The Animation Guild, IATSE Local 839 een steunbetuiging af aan de Writers Guild en hun staking. Samen met deze verklaring produceerden ze een vraag- en antwoorddocument om leden van de Animation Guild te helpen erachter te komen hoe de Writers Strike hun vermogen om solidariteit met de leden van de Writers Guild te behouden beïnvloedt.
Voorafgaand aan de staking informeerde de president van de International Alliance of Theatrical Stage Employees, Mathew Loeb, haar leden over hun rechten om een piketlijn te eren en dat hun contracten op veel plaatsen "uitdrukkelijk" werknemers toestaan om wettige piketlijnen te eren.
Op 30 april adviseerde SAG-AFTRA haar leden dat ze, hoewel ze aan actieve projecten moesten blijven werken om contractbreukclaims te voorkomen, leden aanmoedigden om solidariteit te tonen door tijdens niet-werkuren piketlijnen te lopen en op sociale media te posten. De vakbond adviseerde schrijvers ook "Je zou niets horen te schrijven dat normaal is geschreven door stakende WGA-schrijvers."

#### Buitenlandse vakbonden
De Writers' Guild of Great Britain (WGGB), gevestigd in het Verenigd Koninkrijk, kondigde haar steun aan de staking aan en droeg haar leden op om tijdens de staking niet aan Amerikaanse projecten te werken. De Australian Writers' Guild, Writers Guild of Canada, Screenwriters Guild van Israel, de Writers Guild van Ierland en de Writers Guild van Sweden volgden hun voorbeeld. Solidariteitsverklaringen ter ondersteuning van de staking werden uitgegeven door Writers Guild Italia en La Guilde française des scénaristes, hoewel de Guilde tijdens de staking de leden niet ontmoedigde om aan Amerikaanse projecten te werken.

### Film- en televisiemanagers
Op 3 mei 2023, de tweede dag van de staking, stuurde The Walt Disney Company (via zijn ABC Signature Studios- eenheid) een brief, geschreven door de assistent-chef van de studio, Bob McPhail, namens de leidinggevenden van Disney aan showrunners en alle andere schrijver-producenten die voor het bedrijf werken, die zeggen dat ze zich weer moeten melden op het werk en hun niet-schrijverstaken moeten vervullen. Van producenten wordt verwacht dat ze zogenaamde "a tot en met h"-diensten uitvoeren, zoals het script inkorten, aanbrengen van kleine wijzigingen in dialoog of uitspraak, en "veranderingen in technische- of regieaanwijzingen".
Op 4 mei 2023, tijdens de inkomstenoproep van Q1 voor Paramount, zei CEO Bob Bakish ove de staking dat schrijvers "een essentieel onderdeel waren van het creëren van content" en dat hij hoopte dat er "een oplossing zou zijn die vrij snel voor iedereen werkt". Bakish verklaarde ook dat het bedrijf plannen had voor een verlengde staking en deelde dat de strategie van het bedrijf om de schrijversstaking te overleven, is een combinatie van haar grote streamingbibliotheek te gebruiken die zich bevindt in Paramount+, de reeds voorbereide zomerfilms (die naar de streamingdienst zullen verhuizen) en producties die offshore worden voltooid.
Toen hem werd gevraagd naar de eisen van het gilde voor een minimum aan personeel en gegarandeerde tewerkstellingsperioden, antwoordde Carol Lombardini, president van de Alliance of Motion Picture and Television Producers, door te zeggen dat "schrijvers zouden zich gelukkig mogen prijzen dat ze tenminste een dienstverband voor bepaalde tijd te hebben".
Adam Aron, CEO van AMC Theaters, zei over de WGA-staking dat alleen een langdurige staking van vele maanden invloed zou hebben op de theaterketen en dat de meeste films die in 2023 en 2024 worden uitgebracht, al zijn geschreven en zelfs zijn gefilmd.
Warner Bros. Discovery CEO en president David Zaslav zei dat WBD en andere Hollywood-studio's "niet blij" waren dat de WGA-staking had plaatsgevonden en dat het bedrijf eraan werkte om de staking op te lossen en schrijvers eerlijk te compenseren.

## Einde
Op 27 september 2023 werd een akkoord gesloten met de Alliance of Motion Picture and Television Producers. Het gesloten akkoord heeft betrekking op een periode van drie jaar en bevat bepalingen omtrent de vergoedingen, de voorwaarden omtrent streaming en het gebruik van kunstmatige intelligentie.

## Notities
1. ↑  Er hebben meer opmerkelijke stakingsacties plaatsgevonden in kleinere andere film- en televisieknooppunten zoals Chicago en Atlanta en in steden dicht bij de grote productieknooppunten zoals Santa Clarita